# 跨太平洋夥伴全面進展協定
《跨太平洋夥伴全面進步協定》（英語：Comprehensive and Progressive Agreement for Trans-Pacific Partnership，縮寫：CPTPP），前身為《跨太平洋夥伴關係協定》（英語：The Trans-Pacific Partnership，縮寫：TPP），最初是由亞太經濟合作會議成員發起，從2002年開始醞釀的一組多邊關係的自由貿易協定，旨在促進亞太地區貿易自由化。跨太平洋夥伴關係協定第一條一款三項（Article 1.1.3）規定：「本組織支持亞太經濟合作會議，促進自由化進程，達成自由開放貿易之目的。」
2017年1月23日，美国总统特朗普簽署行政命令宣布美國退出TPP。同年11月11日，TPP改組為「跨太平洋夥伴全面進步協定」，同時凍結22條美國主張但多數成員反對的條文。
2018年1月23日，各方代表決定於同年3月初在智利簽署協定。同年3月8日簽署儀式在智利聖地牙哥舉行，由日本、加拿大、澳洲、紐西蘭、馬來西亞、新加坡、越南、汶萊、墨西哥、智利以及秘魯共同簽署。同年12月30日，該協定正式生效。

## 历史沿革

### TPSEP时期
2005年5月28日，汶萊、智利、紐西蘭及新加坡四方協議發起跨太平洋戰略經濟夥伴關係協定（Trans-Pacific Strategic Economic Partnership Agreement）。其後美國、澳洲、馬來西亞、越南及秘魯陸續磋商加入，原先不大的貿易圈在美國加入後重要性迅速提高。

### TPP时期
2010年11月14日，亞太經濟合作會議高峰會閉幕當天，與會各方同意美國總統歐巴馬的提案，將於2011年11月的亞太經合高峰會完成並宣布泛太平洋夥伴關係協定（Trans-Pacific Partnership）綱要。同時，美國積極與東南亞國協各成員進行協議，重申TPP將匯集整個太平洋地區的各經濟體，無論是已開發國家還是發展中國家，都能成為一個統一的貿易體。TPP可能整合亞太的二大經濟區域合作組織，亦即亞太經合和東南亞國協的主要成員，成為亞太區域內的小型世界貿易組織。
2013年歷次TPP談判回合之重要內容、主要爭議議題、談判進展：
| 談判回合                  | 召開時間            | 會議地點     | 談判重要內容與進展 |
| ------------------------- | ------------------- | ------------ | --- |
| 第16回合，11國參與（P11） | 2013年3月4日~13日   | 新加坡       | 1. 關務、電信、法規一致性（regulatory coherence）與發展等議題已取得良好進展，後續談判回合將不再對此四項議題進行談判； 2. 服務貿易、電子商務、SPS措施、技術性貿易障礙與政府採購等五項議題將持續進行談判； 3. TPP成員對智慧財產權、環境保護、競爭政策與勞工等四大爭議議題的立場仍有差距； 4. 市場進入貨品關稅減讓或服務業開放承諾清單正進行談判與彙整工作，尚未確定消除關稅時程之貨品稅項仍多達1,000項。 |
| 第17回合，P11             | 2013年5月15日~24日  | 秘魯利馬     | 1. 在TPP貿易部長會議的指導下，針對部分膠著的談判議題尋找突破方案； 2. 在29章議題的談判進展方面，包括服務業、政府採購、SPS措施、貿易救濟、勞工與爭端解決章節已有具體進展； 3. 在技術性貿易障礙、電子商務、原產地規則、投資、金融服務、透明化、競爭政策與環境的法律條文諮商部分亦有斬獲； 4. 智慧財產權、競爭政策與環境等議題進展較為緩慢； 5. 談判代表在建立有關工業產品、農產品、紡織品與成衣、服務與投資，以及政府採購之全面性套案（comprehensive packages）部分，亦有進展。 6. 討論有關如何能順利將日本整合進入目前正式回合談判之方案，預計日本將可順利參與2013年7月在馬來西亞舉行之TPP第18回合談判。       |
| 第18回合，12國參與（P12） | 2013年7月15日~24日  | 馬來西亞亞庇 | 1. 日本已於2013年7月23日順利加入TPP談判，正式成為TPP第十二個成員； 2. 各談判小組已分別就市場進入、原產地規則、技術性貿易障礙、投資、金融服務、電子商務與透明化等專章之法律文字中的廣泛技術性議題，達成一致意見，這些法律條文將成為管理TPP各方貿易與投資關係之行為規範； 3. 部分具爭議的談判議題如智慧財產權、競爭政策與環境等亦發現可望有所進展的共同立場； 4. 談判代表也朝建構一份具備企圖心的市場進入套案努力。該項具備開放企圖心的套案將為TPP成員各自之工業、農業、紡織品與成衣、服務業及投資與政府採購等部門，提供市場進入機會。                                                    |
| 第19回合，P12             | 2013年8月22日至30日 | 汶萊         | 1. TPP各方貿易部長針對包括剩餘敏感及挑戰性議題的可能解決方案，與在最終談判中的議題談判順序等問題，探討如何發展出一項彼此都能接受的套案； 2. 談判代表在各自部長指導下，分別就市場進入、原產地規則、投資、金融服務、智慧財產權、競爭政策、與環境等議題進行相關技術層級之談判工作； 3. 談判代表亦針對市場進入相關議題，如貨品、服務、投資、金融服務、商務人士暫準進入與政府採購等討論開放套案； 4. TPP成員持續針對勞工專章尚未解決之議題進行磋商； 5. 技術性貿易障礙、電子商務與法律議題等部分談判工作小組，因在舉行談判會議前需額外時間供各成員進行內部諮商，因此本回合並未召開談判會議。 |

### CPTPP时期
2017年1月23日，美國總統特朗普簽署行政命令，美國正式退出該協定。11月11日，改組為全面与进步跨太平洋伙伴关系协定（Comprehensive and Progressive Agreement for Trans-Pacific Partnership）。
2018年3月8日，協定各方於智利完成協定簽署，後續由各成員進行「國內審議」程序，當過半簽署會員通知所需審議程序後的60天滿，協議即期生效。
2018年5月18日，日本眾議院通過協定相關法案，後續交由參議院審議。6月13日，日本國會通過CPTPP協定案，亦於6月29日通過相關配套法案，完成國會審議程序。待完成相關政令與行政程序後，即行通知存放地（紐西蘭），以成為在墨西哥之後，第2位完成國內審議程序之成員。
2018年8月8日，馬來西亞工業部副部長王建民於國會答詢時提到，政府需要更多時間對CPTPP進行全面與準確的決策，確保對爾後國家經濟與貿易帶來效益且不會對人民和國家帶來負面影響。依據協定條款內容，CPTPP需過半成員完成法規修改后方可生效。全部成員均完成所需審議後，協定將會制定「路線圖」。

## 主要内容
全面与进步跨太平洋伙伴关系协定是一个综合性自由贸易协定，包括一个典型的自由贸易协定的主要内容：货物贸易、原产地规则、贸易救济措施、卫生和植物卫生措施、技术性贸易壁垒、服务贸易、知识产权、政府采购和竞争政策等。

### CPTPP委员会
CPTPP委员会是CPTPP的决策机构，其于2018年12月30日开始生效之时成立。
| 届次 | 举办日期       | 举办国 | 举办城市 | 会议主持人   |
| ---- | -------------- | ------ | -------- | ------------ |
| 1    | 2019年1月19日  | 日本   | 东京     | 首相安倍晋三 |
| 2    | 2019年10月9日  | 新西兰 | 奥克兰   | 总理阿德恩   |
| 3    | 2020年8月5日   | 墨西哥 | 线上会议 | 总统洛佩兹   |
| 4    | 2021年6月2日   | 日本   | 线上会议 | 首相菅义伟   |
| 5    | 2021年9月1日   | 日本   | 线上会议 | 首相菅义伟   |
| 6    | 2022年10月8日  | 新加坡 | 新加坡   | 总理李显龙   |
| 7    | 2023年7月15日  | 新西兰 | 奥克兰   | 总理希普金斯 |
| 8    | 2024年11月28日 | 加拿大 | 温哥华   | 总理特鲁多   |
| 9    |                |        |          |              |

## 生效情況
2018年12月30日，CPTPP的最初六個締約國（即澳大利亞、加拿大、日本、墨西哥、紐西蘭和新加坡）生效。。其他成員其後陸續生效。而最新成員英國已於2024年12月15日生效，而迄今總共有十二個締約國。下表列出各成员的批准和生效情況：
| 签署成員                                 | 签署日期      | 立法机构       | 表决日期       | 赞成                | 反對                | 棄權                | 存档时间       | 生效日期       | 参考资料                                  |
| ---------------------------------------- | ------------- | -------------- | -------------- | ------------------- | ------------------- | ------------------- | -------------- | -------------- | ----------------------------------------- |
| 作为CPTPP创始方，签署并批准原始协定      |               |                |                |                     |                     |                     |                |                |                                           |
| 墨西哥                                   | 2018年3月8日  | 参议院         | 2018年4月24日  | 73                  | 24                  |                     | 2018年6月28日  | 2018年12月30日 | [ 30 ] [ 31 ] [ 41 ]                      |
| 墨西哥                                   | 2018年3月8日  | 总统批准       | 2018年5月23日  | 同意                | 同意                | 同意                | 2018年6月28日  | 2018年12月30日 | [ 30 ] [ 31 ] [ 41 ]                      |
| 日本                                     | 2018年3月8日  | 众议院         | 2018年5月18日  | 唱票多数赞同        | 唱票多数赞同        | 唱票多数赞同        | 2018年7月6日   | 2018年12月30日 | [ 35 ] [ 42 ] [ 43 ]                      |
| 日本                                     | 2018年3月8日  | 参议院         | 2018年6月13日  | 168                 | 69                  |                     | 2018年7月6日   | 2018年12月30日 | [ 35 ] [ 42 ] [ 43 ]                      |
| 新加坡                                   | 2018年3月8日  | 不需要议会表决 | 不需要议会表决 | 不需要议会表决      | 不需要议会表决      | 不需要议会表决      | 2018年7月19日  | 2018年12月30日 | [ 24 ] [ 44 ]                             |
| 新西兰                                   | 2018年3月8日  | 眾議院         | 2018年10月24日 | 111                 | 8                   |                     | 2018年10月25日 | 2018年12月30日 | [ 23 ] [ 45 ] [ 46 ]                      |
| 新西兰                                   | 2018年3月8日  | 御准           | 2018年10月25日 | 同意                | 同意                | 同意                | 2018年10月25日 | 2018年12月30日 | [ 23 ] [ 45 ] [ 46 ]                      |
| 加拿大                                   | 2018年3月8日  | 下议院         | 2018年10月16日 | 236                 | 44                  | 1                   | 2018年10月29日 | 2018年12月30日 | [ 32 ] [ 33 ] [ 34 ] [ 47 ] [ 48 ] [ 49 ] |
| 加拿大                                   | 2018年3月8日  | 上議院         | 2018年10月25日 | 多数赞同 (口头表决) | 多数赞同 (口头表决) | 多数赞同 (口头表决) | 2018年10月29日 | 2018年12月30日 | [ 32 ] [ 33 ] [ 34 ] [ 47 ] [ 48 ] [ 49 ] |
| 加拿大                                   | 2018年3月8日  | 御准           | 2018年10月25日 | 同意                | 同意                | 同意                | 2018年10月29日 | 2018年12月30日 | [ 32 ] [ 33 ] [ 34 ] [ 47 ] [ 48 ] [ 49 ] |
|                                          | 2018年3月8日  | 众议院         | 2018年9月19日  | 唱票多数赞同        | 唱票多数赞同        | 唱票多数赞同        | 2018年10月31日 | 2018年12月30日 | [ 27 ] [ 28 ] [ 29 ] [ 50 ] [ 51 ]        |
| 参议院                                   | 2018年3月8日  | 2018年10月17日 | 33             | 15                  |                     |                     | 2018年10月31日 | 2018年12月30日 | [ 27 ] [ 28 ] [ 29 ] [ 50 ] [ 51 ]        |
| 御准                                     | 2018年3月8日  | 2018年10月19日 | 同意           | 同意                | 同意                |                     | 2018年10月31日 | 2018年12月30日 | [ 27 ] [ 28 ] [ 29 ] [ 50 ] [ 51 ]        |
| 越南                                     | 2018年3月8日  | 國會           | 2018年11月12日 | 469                 | 0                   | 16                  | 2018年11月15日 | 2019年1月14日  | [ 52 ] [ 53 ] [ 54 ]                      |
| 秘魯                                     | 2018年3月8日  | 国会           | 2021年7月14日  | 97                  | 0                   | 9                   | 2021年7月21日  | 2021年9月19日  | [ 55 ] [ 56 ] [ 57 ]                      |
| 马来西亚                                 | 2018年3月8日  | 馬來西亞內閣   | 2022年9月30日  |                     |                     |                     | 2022年9月30日  | 2022年11月29日 | [ 58 ] [ 59 ] [ 60 ] [ 61 ] [ 62 ]        |
| 智利                                     | 2018年3月8日  | 眾議院         | 2019年4月17日  | 77                  | 68                  | 2                   | 2022年12月23日 | 2023年2月21日  | [ 63 ] [ 64 ] [ 65 ] [ 66 ] [ 67 ]        |
| 智利                                     | 2018年3月8日  | 参议院         | 2022年10月11日 | 27                  | 10                  | 1                   | 2022年12月23日 | 2023年2月21日  | [ 63 ] [ 64 ] [ 65 ] [ 66 ] [ 67 ]        |
|                                          | 2018年3月8日  | 不需要议会表决 | 不需要议会表决 | 不需要议会表决      | 不需要议会表决      | 不需要议会表决      | 2023年5月13日  | 2023年7月12日  | [ 68 ] [ 69 ]                             |
| 作为后续申请加入方，签署并批准加盟议定书 |               |                |                |                     |                     |                     |                |                |                                           |
| 英国                                     | 2023年7月16日 | 英国上議院     | 2024年1月23日  | 多数赞同 (口头表决) | 多数赞同 (口头表决) | 多数赞同 (口头表决) | 2024年5月17日  | 2024年12月15日 | [ 70 ] [ 71 ] [ 72 ]                      |
| 英国                                     | 2023年7月16日 | 英国下議院     | 2024年3月19日  | 多数赞同 (口头表决) | 多数赞同 (口头表决) | 多数赞同 (口头表决) | 2024年5月17日  | 2024年12月15日 | [ 73 ] [ 74 ]                             |
| 英国                                     | 2023年7月16日 | 御准           | 2024年3月20日  | 同意                | 同意                | 同意                | 2024年5月17日  | 2024年12月15日 | [ 75 ] [ 76 ]                             |

## 新加入或潜在未来成员
| 經濟體     | 狀態                                                               | 時間           |
| ---------- | ------------------------------------------------------------------ | -------------- |
| 中国大陆   | 向保存方新西兰贸易与出口增长部长奥康纳提交了正式申请加入的书面信函 | 2021年9月16日  |
| 臺灣       | 依循WTO模式，以「臺澎金馬個別關稅領域」名義正式遞出加入申請        | 2021年9月22日  |
|            | 已正式遞出加入申請                                                 | 2021年12月29日 |
| 乌拉圭     | 已正式遞出加入申請                                                 | 2022年12月1日  |
| 乌克兰     | 已正式遞出加入申請                                                 | 2023年5月5日   |
| 印度尼西亞 | 已正式遞出加入申請                                                 | 2024年9月19日  |
|            | 已启动加盟谈判                                                     | 2024年11月29日 |

### 英國

CPTPP现有成员国
英国
英国海外领地及王室屬地

2018年1月，英国政府表示正寻求CPTPP成员资格，以便英国脱欧后刺激出口增长，且已和CPTPP成员进行非正式商谈。世贸组织规则不允许除地区性协定外的多边贸易协定，故此看似此协定不允许欧洲国家参与，然而英国的主权涵盖位于大洋洲的皮特凯恩群岛，这使得英国符合加入CPTPP的地理条件。2018年10月，日本首相安倍晋三对于脱欧后的英国的加入表示欢迎。时任英国贸易大臣利兹·特拉斯在接受每日电讯报联合采访时，向澳新新三国的商务部长伯明翰、帕克爾及陳振聲表达了加入CPTPP的愿景。
2021年2月1日，英国正式申请加入CPTPP，成为第一个申请加入的非创始成员。一旦成功，英国将成为仅次于日本的CPTPP第二大经济体。作为2021年第四届CPTPP委员会主席国，日本早在2018年就对英国加入表态支持，主管贸易协定谈判的大臣西村康稔通过其个人推特账号称赞英国展现了强烈的决心来满足高标准自由贸易协定义务，其认为英国的申请将为高标准贸易规则从亚太扩展至其他地区带来巨大潜力。同年6月，CPTPP各国同意开启有关对话，成立由日本领导的工作组来讨论关税及管理投资贸易的规则。
截止2023年3月31日，现有11个成员国已同意英国加入，英国已准备好加入CPTPP。在英國加入協議正式生效前，需要現有11個成員國批准。2023年3月31日，英國政府表態已啟動一項擴展機制，以使該協定涵蓋任何王室屬地或海外領地，同日根西和澤西政府已確認配合參與CPTPP。2023年5月，英國政府一位發言人確認“協定將涵蓋王室屬地與CPTPP成員國之間的貨物貿易，將來還會啟動適用於服務貿易的機制”。2023年7月16日，在新西蘭召開的CPTPP成員國外長會議上，英國正式簽署CPTPP加盟議定書。
2023年12月15日，日本政府批准英国加入。2024年1月17日，新加坡政府批准英国加入。2024年4月3日，智利政府批准英国加入。2024年5月17日，英国政府完成国内议会批准程序，并通知新西兰。2024年6月4日，新西兰政府批准英国加入。2024年8月1日，越南批准英国加入2024年8月28日，秘鲁批准英国加入。。2024年9月17日，马来西亚批准英国加入。2024年10月16日，文莱批准英国加入，英国与上述8国之间于2024年12月15日起适用CPTPP。2024年10月25日，澳大利亚批准英国加入，2024年12月24日批准生效，英澳两国间适用CPTPP。

### 其他

#### 已遞交正式申請
- 中国大陆：2020年5月28日，时任国务院总理李克强在两会闭幕后的国务院总理记者会上首次表示中方将积极考虑加入全面与进步跨太平洋伙伴关系协定。[118]2020年11月19日的中华人民共和国商务部新闻发布会上，针对媒体有关“中国是否考虑加入CPTPP”的提问，商务部新闻发言人高峰表明，关于加入CPTPP，中方持积极开放的态度。[119]2020年11月20日，习近平在亚太经合组织第二十七次领导人非正式会议（英语：APEC Malaysia 2020）上再次表示，中方将积极考虑加入全面与进步跨太平洋伙伴关系协定。[120]2020年12月16日至18日，在北京举行的中央经济工作会议明确提出“要积极考虑加入全面与进步跨太平洋伙伴关系协定”。[121]2021年2月24日，商务部副部长王受文在国务院新闻发布会上表示，中方正就相关条款进行内部研究与评估，并与一些成员进行了非正式接触。[122]2021年9月16日，商务部部长王文涛向CPTPP保存方新西兰贸易与出口增长部长（英语：Minister of Trade (New Zealand)）达米安·奥康纳（英语：Damien O'Connor）提交了正式申请加入CPTPP的书面信函，雙方还举行了电话会议，就中方正式申请加入的有关后续工作进行了沟通。[77][123]2023年2月16日，《求是》杂志出版第4期，发表习近平2022年12月15日在中央经济工作会议上重要讲话的一部分，题为《当前经济工作的几个重大问题》。文中称“要积极推动加入《全面与进步跨太平洋伙伴关系协定》（CPTPP）和《数字经济伙伴关系协定》（DEPA）等高标准经贸协议，并主动对照相关规则、规制、管理、标准，深化国内相关领域改革”。[124][125]2023年4月23日，商务部副部长王受文表示，中国有意愿、有能力加入CPTPP。[126]
- 臺灣：2012年6月，美國在台協會台北辦事處處長司徒文於台北市美國商會演講時說，臺灣進口美國牛肉問題是台灣實施貿易保護的具體象徵，如果禁止進口美國牛肉，台灣就很難與美國重啟自由貿易協定談判，更別說未來加入TPP。[127]2014年1月30日，前民主進步黨中央黨部公共政策研究中心幹事蔡百銓說，如今美國確實會加強其在西太平洋的勢力，但是絕不可能恢復到《中美共同防禦條約》的程度；台灣想要加強台美關係，最迫切的工作就是加入TPP。[128]2014年3月，馬英九表示，若海峽兩岸服務貿易協議無法通過，會影響台灣參與TPP。2014年4月10日，美國在台協會發言人金明（Mark Zimmer）否定這項說法、澄清兩者並無關聯。[129]2014年6月24日，新加坡總理李顯龍表示，臺灣想加入TPP，取決於中國大陸和TPP成員是否願意讓台灣加入；參與經貿談判不只有經濟考量，還包括政治成分。[130]2015年7月3日《自由時報》社論認為，臺灣在經貿逐漸陷入孤立，迎向TPP才是擺脫中國的影響、突破孤立的出路。[131]2016年5月20日，蔡英文在總統就職演說中宣示將帶領臺灣加入「跨太平洋夥伴關係」（TPP）[132]，隨後在會見美國參議員代表團、眾議員訪問團、商務部助理部長等政要時亦持續表明新政府將積極爭取加入協定。[133][134][135][136]2017年與2018年，蔡英文與賴清德行政院長多次向日本國會議員、外交官、企業家等表達臺灣希望能早日參與包括TPP在內的區域經濟整合之意願，並促請日方協助談判。[137][138][139][140]行政院政務委員鄧振中2018年1月25日表示，台灣會積極做好體制改革以及對外宣傳遊說工作，在2019年參與CPTPP第二輪談判，並爭取成為會員。[141]2018年3月CPTPP於智利簽署之際，為爭取加入第二輪談判，行政院加速推動加入CPTPP的各項準備工作。[142][143]2018年12月7日，日本外务大臣河野太郎表示由于台湾“反核食进口”公投案过关，如果因為這樣的事態而無法加入，將會令人非常遺憾。[144][145]2020年3月21日，《日本經濟新聞》報導指出，日本政府近期在研議擴大《跨太平洋夥伴關係協定》，擬將台灣及泰國、印尼、菲律賓等納入貿易協定組織之中。[146]2020年12月10日，中國國民黨立法委員鄭麗文指出，日本並沒有將開放福島及周邊食品作為談判條件，而是民進黨政府一直說不開放會影響加入，但對外卻根本沒有正式提出申請加入。[147]2021年9月22日，行政院政務委員鄧振中宣布，已將加入CPTPP的申請書交給紐西蘭，名稱方面依循WTO模式，以「台澎金馬個別關稅領域」名義申請。[148][149]
- ：2021年11月29日正式遞交加入申請書，以便採取行動減少石油進出口依賴，擴展其出口貿易範圍。[150][151]
- ：2022年8月11日遞交申請。[85][152]2024年，由秘鲁主导，加拿大和新西兰副主导的加入工作组成立，并邀请哥斯达黎加代表参与有关谈判。[86][153][154]
- 乌拉圭：2022年11月1日遞交申請。[80]
- 乌克兰：2023年7月7日，日本經濟再生大臣後藤茂之表示，烏克蘭已申請加入跨太平洋夥伴全面進步協定。[155]
- 印度尼西亞：2022年印尼驻美国大使罗桑·鲁斯拉尼（英语：Rosan Roeslani）接受外交家杂志采访时，表态该国对CPTPP持开放态度，但澄清并未积极讨论是否申请加入。[156]2023年10月，雅加达环球报（英语：Jakarta Globe）一匿名记者透露，该国政府现行贸易方针要求减少公开采购进口货物，以便发展其本土工业，这与CPTPP要求成员国在其自由贸易区内减少至少98%关税相抵触。[157]2023年12月，在英国签署加盟议定书几个月后，首席经济事务部长（英语：Coordinating Ministry for Economic Affairs）艾尔朗加·哈塔托（英语：Airlangga Hartarto）与英国驻印尼使馆经济代表理查德·格雷厄姆商讨了关于CPTPP事宜。[158]2024年4月，哈塔托前往伦敦会见印太事务议会副国务大臣（英语：Parliamentary Under-Secretary of State for Indo-Pacific）卓雅敏，表态对加入CPTPP感兴趣，卓雅敏回应英国支持印尼加入经合组织及CPTPP。[159]2024年6月30日，印尼表态会在2024年着手启动申请。[160]2024年9月19日，印尼提交加入CPTPP申请书。[83]

#### 正在評估或起草申請
- 大韓民國：2020年12月8日，韓國總統文在寅表示，考慮加入“全面与进步跨太平洋伙伴关系协定”。这是文在寅首次表示考虑加入该協定。[161]2021年12月13日，韓國企劃財政部首長洪楠基表示，為讓出口組合更多樣化，首爾方面已展開加入CPTPP的程序。[162]
- 泰國：2018年11月20日，在日本東京舉行的首席談判代表會議，將針對泰國的準備狀況進行討論。[163]不过泰国部分反对党主持的，已收集40多万联署的“#NoCPTPP”运动则可能为未来泰国申请意向埋下隐患。[164]
- 菲律賓：早在2016年，時任總統阿基諾三世就表明要盡早加入CPTPP，這樣對於國家和國際貿易局面都是雙贏。[165]2024年7月，贸易次长Allan Gepty表示会在年底开始研究加入CPTPP事宜。[166]

#### 表態拒絕
- 美国：2016年美國總統選舉，民主黨候選人希拉里·柯林頓認為TPP不能為美國創造工作機會和勞工薪資，改變了其在擔任國務卿與參議員期間的立場，相信是為了爭取勞工選票；共和黨候選人特朗普及泰德·克鲁兹明確反對TPP，認為協定條件讓美國吃虧。[167]2016年特朗普當選後，民主共和兩黨一致意見是廢除或無限期擱置TPP。2017年1月23日，特朗普刚上任便簽署行政命令正式退出TPP。[8]2018年1月25日，美國總統特朗普接受美國財經媒體CNBC專訪時表示，奥巴馬時代達成的TPP內容實在太糟，他才會在上台後第二天履行競選承諾簽字退出，但若美國談判代表能達成更優渥條件，美國不排除重新加入CPTPP。[168][169]2020年12月，美國兩黨政策專家組中的理查德·李·阿米蒂奇和約瑟夫·奈爾向當時還未進入白宮工作的當選總統拜登提案，請求在其任內讓美國重返CPTPP以增強對中國的進出口競爭力[170][171]。然而，2021年11月15日，美國商務部長吉娜·雷蒙多與日本領導人會晤時，正式表態拒絕該提案，因為拜登想在其任內重新組建一個全新的，只有民主夥伴參與的印太地區貿易體系（即印太經濟框架），以超越CPTPP。[90]

## 爭議

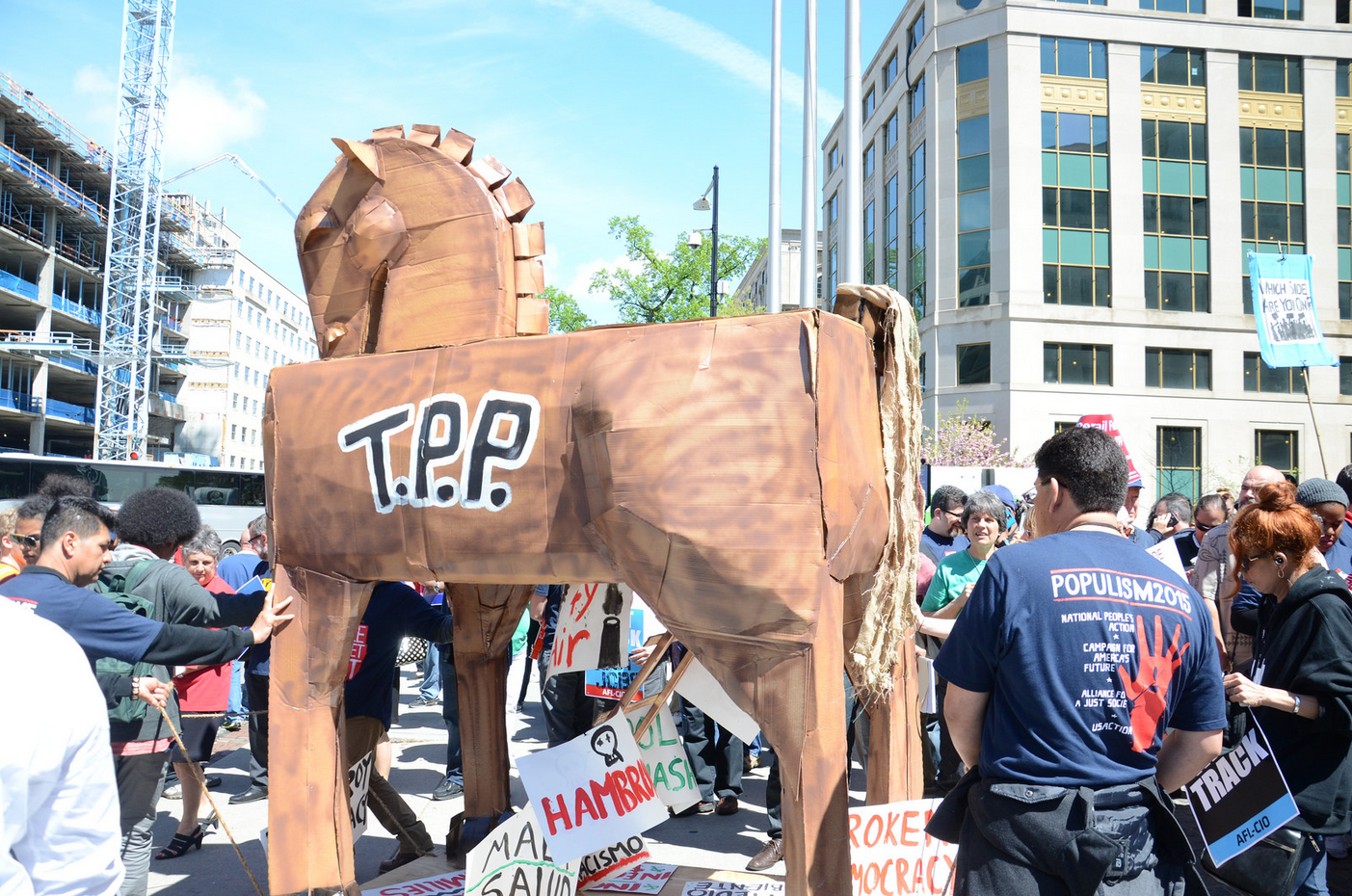
2015年美國華盛頓特區反TPP遊行

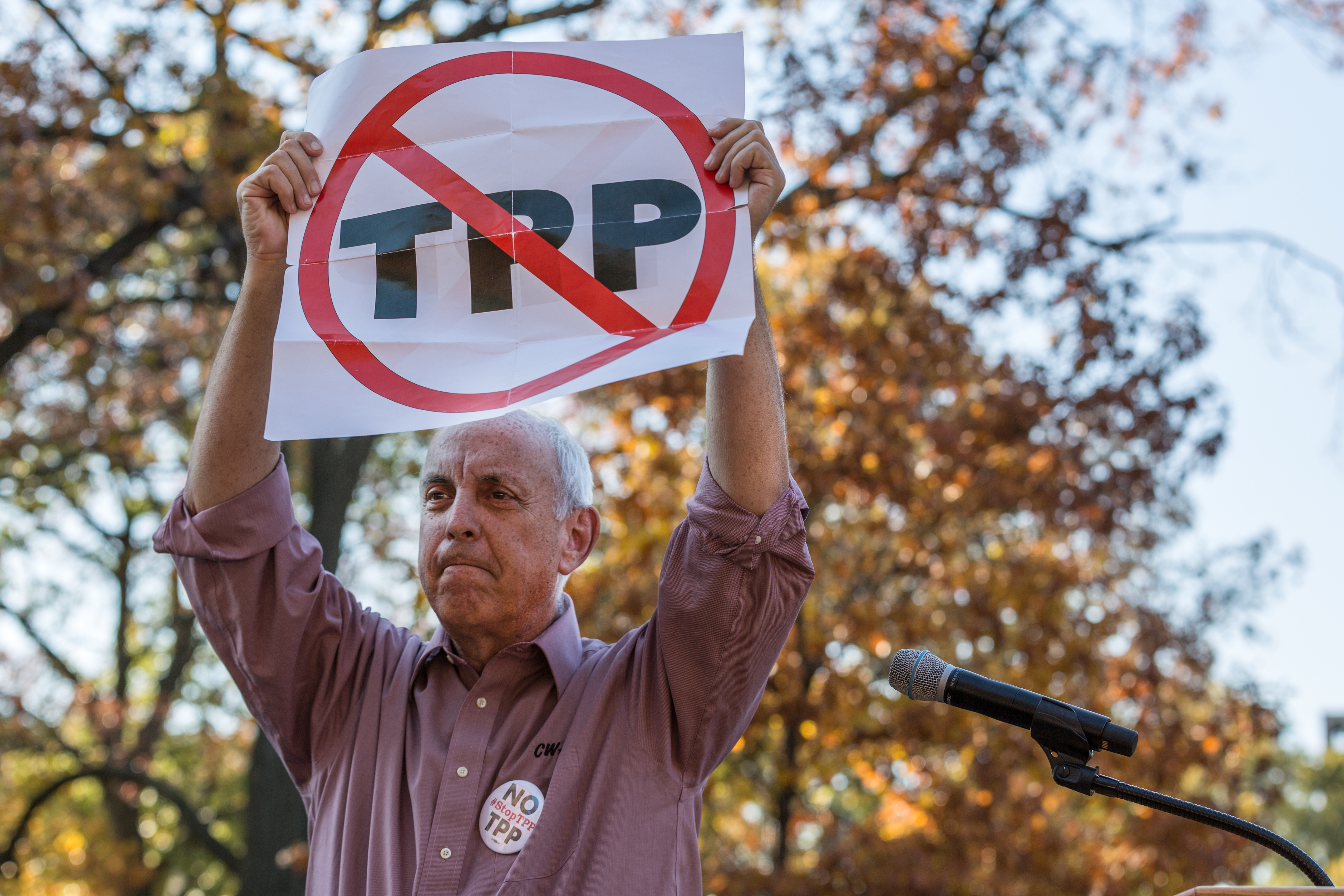
一位美国抗议者高举反TPP标语

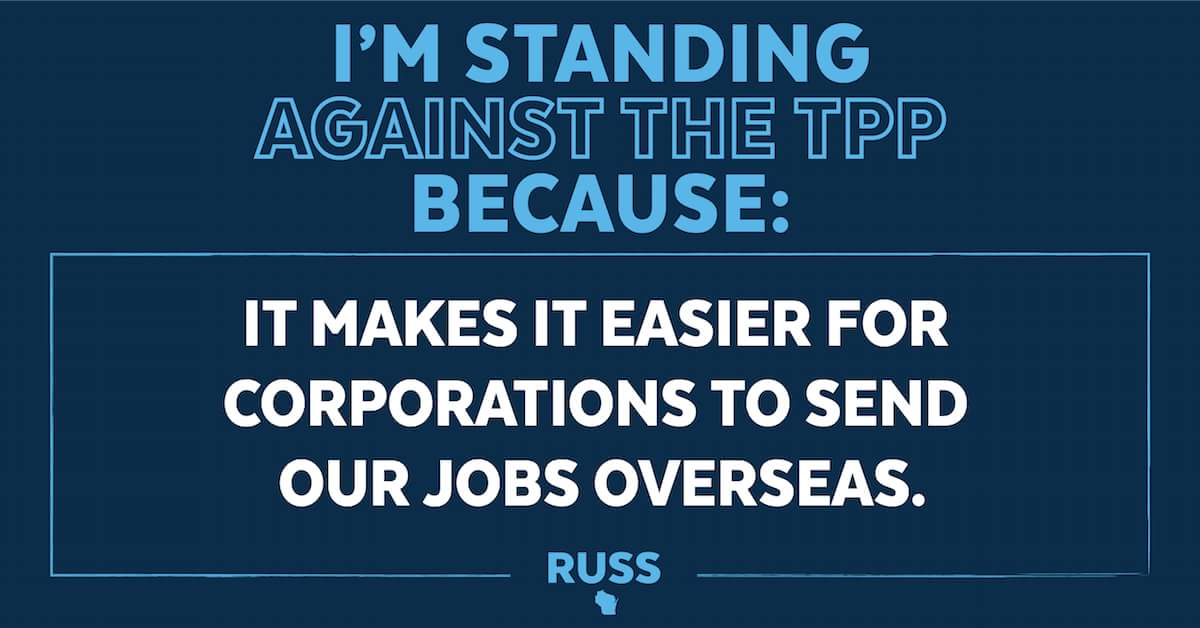
一个反TPP标语

### TPP無益論
反全球化運動團體指控，TPP的實質內容並不只包含降低關稅促進貿易，還賦予跨國企業侵犯消費者權益、勞工權益及破壞環境的強大力量。
日本京都大學副教授中野剛志著書《TPP亡國論》（TPP亡国論）反對日本加入TPP，認為TPP本質是開放美國大財團進入各國搜刮利益的機制，日本廠商和一般人卻從美國得不到什麼。日本經濟學者野口悠紀雄在《環球人物雜誌》的專訪中說，他曾提到“日本应该以海洋国家为目标”，但TPP与他所说的“海洋国家”是完全不同的概念：TPP不是经济架构，而是日本与美国联手在太平洋围堵中国的政治架构，在经济上毫无意义；中国是日本的第一大贸易伙伴，如果日本通过TPP来围堵中国，中国反击，日本将蒙受损失；所以日本宜趁早放弃加入TPP。
在美國國會中，美國民主黨也有大量人士反對TPP，即使是同黨的歐巴馬主張力推時，他們也不惜同黨相爭投下反對票；伊莉莎白·華倫議員是最極力主張反對TPP法案的人士，甚至被歐巴馬視為主要反對領袖，她也因此被視為極左派人士。伊莉莎白·華倫認為，TPP只會降低美國勞工和環境標準，並且更多工作機會移往海外，而所能創造的新工作遠少於宣傳的口號，且新工作可能是高階技能學歷的經營管理工作，多數低教育的貧苦大眾沒辦法應徵那些工作，結局就是另一個北美自由貿易協定式災難；且受到墨西哥等中南美洲國家的低價勞工、低價土地、低環保要求競爭，更多美國公司倒閉或只能外移。伊莉莎白·華倫也認為，部分人士（包含歐巴馬）認為TPP能對華產生某種圍堵或遏制、從而外交得分，是一廂情願：現有TPP的內容和虛弱又少數的國家聯盟對華不會有任何重大打擊，TPP和亞投行所展現的強大能量不在一個等級上；意圖用TPP打造一個「美國俱樂部」之後逼迫任何國家在和「中國俱樂部」之間二選一做零和對抗，都是不智的，也沒有幾個國家會想參加這種遊戲，當然沒有圍堵中國的效果；最終又是美國浪費另一個十年在打一場經濟版的中東戰爭，折損大量的人力、物力和威信，最終只有受害、沒有利益。2016年，眾議院6位共和黨議員致函歐巴馬，呼籲歐巴馬放棄在「跛鴨會期」（lame duck）就TPP進行投票表決。
民主黨議員凯·黑根認為，TPP支持者包含白宮一再表示TPP協議內容對勞工和環保規則要求最高，其本質是一場欺騙性的宣傳：美國要如何將影響力伸至別的主權國家境內，強迫他國遵守美國式的勞工和環保規則本質是高難度不可能的事情，一旦查緝到有國家違反又要怎樣給予處罰；若是被處罰國採取報復手段甚至宣布退出TPP、靠向中國勢力圈，而屆時美國又拿他無可奈何，事後也證明沒加入TPP好像也不會怎樣，那時又是一場外交災難，對於如何防止這些事情的發生一直沒有任何有力方案；而親財團的共和黨絕口不提這些事情的理由只有一個，就是他們自己也知道這些只是推動法案用的口號，等幾年後根本不會有人當真去執行。
2016年11月下旬，中國中央電視台中文國際頻道《深度国际》节目對TPP提出看法指，國際社会兩年來太過於關注與神化TPP使其成為一種媒體主題，事實上效力根本沒那麼大，所有參與成員就算成功也富不到哪，現在失敗也沒想像中會多大受創，意圖以此壓制中國崛起則更是荒誕不經；其實，不論TPP成與不成，對華總體戰略推動的干擾都極度微小。

### 知识产权条款争议
從美國提案處外洩出來的TPP條文當中，含有一些關於著作權與專利權的條款，引發許多爭議。並且藥材專利可能傷害大眾用藥權利。
日本漫畫家赤松健擔憂，同人誌之類的衍生作品可能遭非法化。

### 投资者－国家争端解决机制
TPP含有極具爭議性的投资者—国家争端解决机制（英語：Investor-state dispute settlement，简称ISDS）。ISDS機制確保外國投資者與地主國產生爭端時交由第三方國際仲裁機構（而非地主國司法體系）進行仲裁；然而仲裁機構通常採黑箱作業機制，並向投資者與財團利益靠攏，而否決地主國的法律乃至立法，透過控告來阻撓地主國衛生、環保法規的立法與施行。

### 談判透明度
2012年5月，美國三十位法學者連署批評TPP協商過程偏頗且封閉。
|                       | 國會多數成員被蒙在鼓裡；反倒是Halliburton、雪佛龍、PHRMA、Comcast、MPAA等等大企業受邀參與TPP協商細節。 |
| ——美國參議員罗恩·怀登 | |

## 各方立场及表态

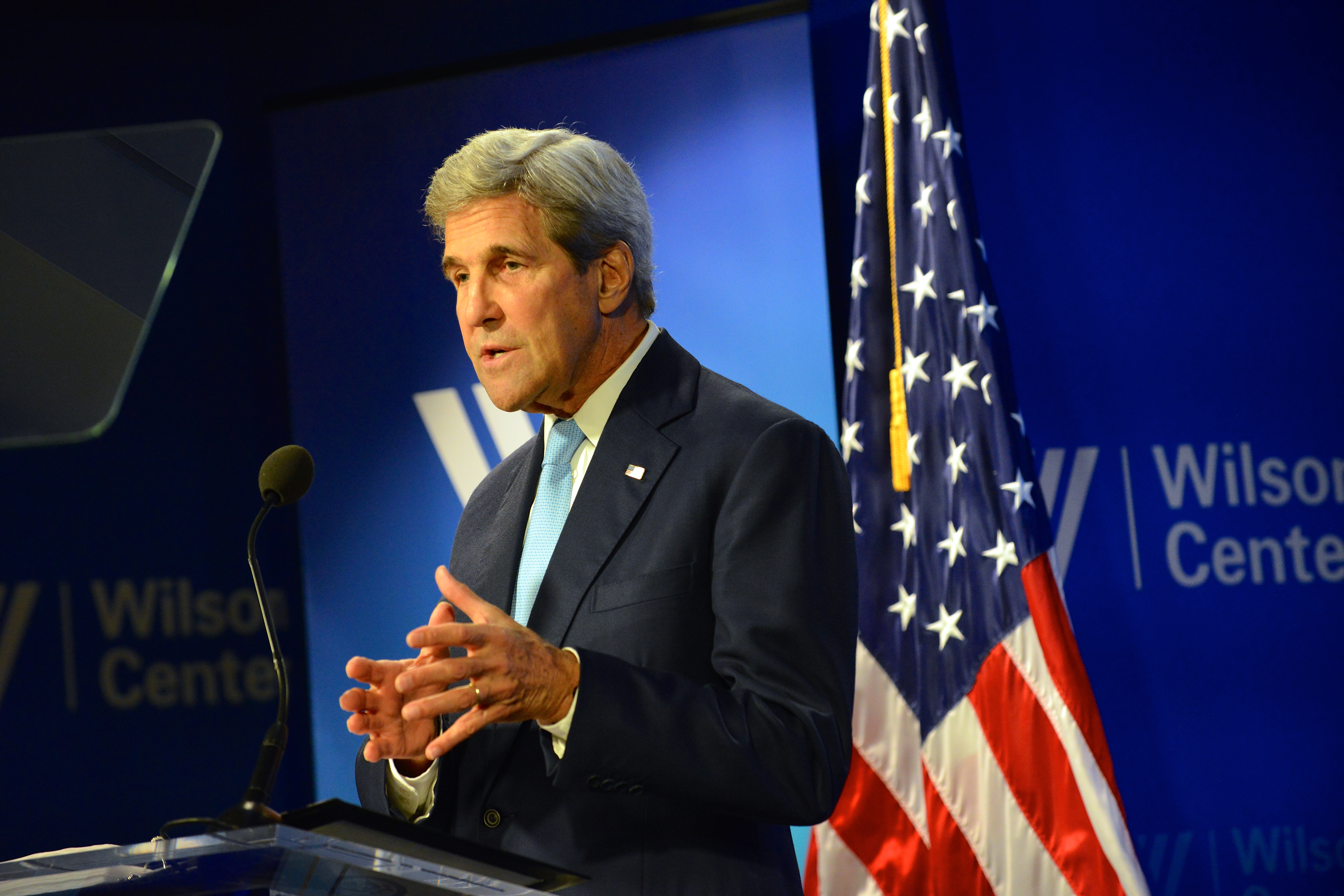
美国国务卿克里就TPP问题发表看法

- 南韓由於與美國之間的自由貿易協定的爭議，多少對其外貿有所影響，而韓國也希望能在TPP貿易圈內占有一席之地以保持優勢。[190]
- 日本為了能在不景氣時以便宜價格進口商品，也在2011年初宣佈交涉。過程中，美方曾要求日本將著作權侵權行為「非告訴乃論化」（即改為非告訴乃論之罪）[191]，因而引起不少議論[192]及漫畫家的批評[193]；惟日本仍於2013年起加入TPP的談判。
- 菲律賓受南海主權爭議、馬尼拉人質事件等影響，一度受制於中方；然而菲律賓與美國有著共同的經貿、外交與國防利益[194][195]，以及地緣政治的因素，為了平衡中國大陸對菲方的影響，菲律賓也有加入泛太平洋夥伴關係的可能性。[來源請求]
- 加拿大與墨西哥、美國同屬北美自由貿易區與美洲國家組織成員（後者包含智利與秘魯），若能加入泛太平洋夥伴關係可強化與西太平洋國家的貿易橋樑。[來源請求]
- 2012年10月9日，加拿大傳統部部長摩爾（James Moore）提出聲明，「亞太地區是加拿大企業首要市場，亞太市場對加拿大外銷提供極多的機會」；加拿大並於該日與墨西哥分別宣佈加入「跨太平洋夥伴協議談判」。[196]
- 2013年5月16日，美国商务部副部长弗朗克·桑切斯（英语：Frank Sanchez）接受《日本经济新闻》采访时表示“欢迎中国加入TPP”，尤其强调未排斥中国參加的意图。[197]
- 2017年1月，美国退出TPP后澳大利亚贸易部长席奥博表示希望中華人民共和国等亚洲国家加入拯救TPP，对此在1月24日中華人民共和国外交部记者会上，记者多次提问发言人华春莹有关中華人民共和国加入TPP的表态，华春莹對加入TPP的可能性和美国退出TPP的行为均未表达否定态度，但重申了对于建立亚太自贸区和加快区域全面经济伙伴关系协定谈判的支持[198]。
- 2021年9月18日，时任澳大利亚贸易部长丹·特汉明确表示反对中国大陆申请加入CPTPP，除非中国停止对澳经济制裁，及保证两国间领导人对话渠道永世不断，同时向世贸组织诉诸中国要求其停止对自澳进口的大麦及酒类饮料施加的不当限制。[199]

## 外部連結
- Agreement text （页面存档备份，存于）,CPTPP条约原文
- TPP text （页面存档备份，存于）,TPP条约原文